# Юзефово (Серпецький повіт)
Юзефово (пол. Józefowo) — село в Польщі, у гміні Щутово Серпецького повіту Мазовецького воєводства.
Населення — 93 особи (2011).
У 1975-1998 роках село належало до Плоцького воєводства.

## Демографія
Демографічна структура станом на 31 березня 2011 року:
|          | Загалом | Допрацездатний вік | Працездатний вік | Постпрацездатний вік |
| -------- | ------- | ------------------ | ---------------- | -------------------- |
| Чоловіки | 43      | 9                  | 32               | 2                    |
| Жінки    | 50      | 6                  | 33               | 11                   |
| Разом    | 93      | 15                 | 65               | 13                   |